# Videografia di Avril Lavigne

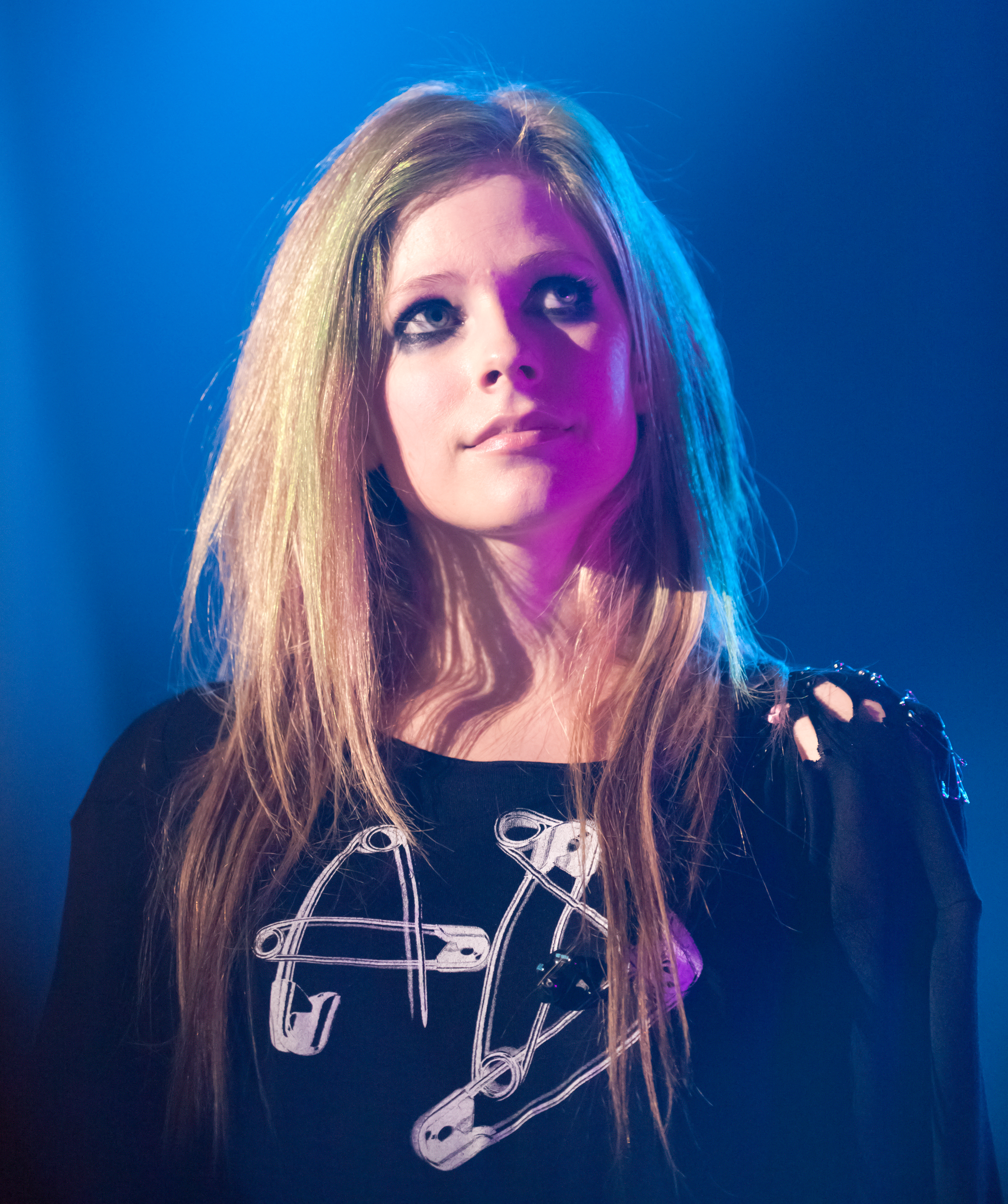
Avril Lavigne nel 2011

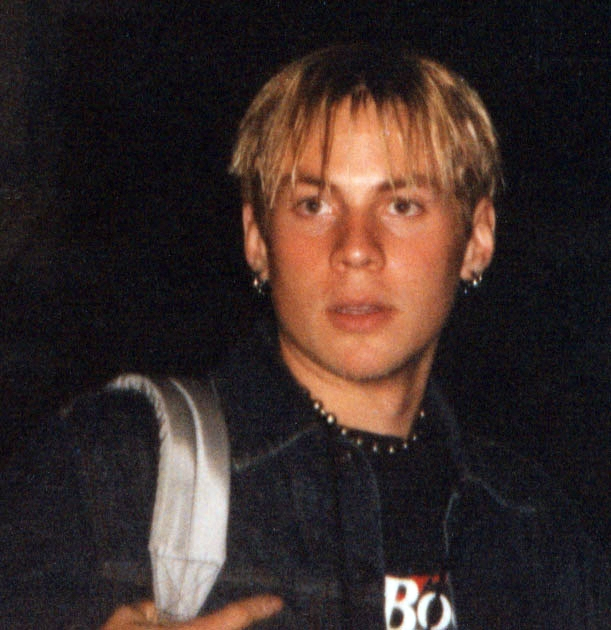
Evan Taubenfeld appare nell'album live My World e nei video musicali di Complicated, Sk8er Boi, I'm With You, Losing Grip, My Happy Ending, He Wasn't, Girlfriend, The Best Damn Thing, What The Hell e Here's To Never Growing Up.

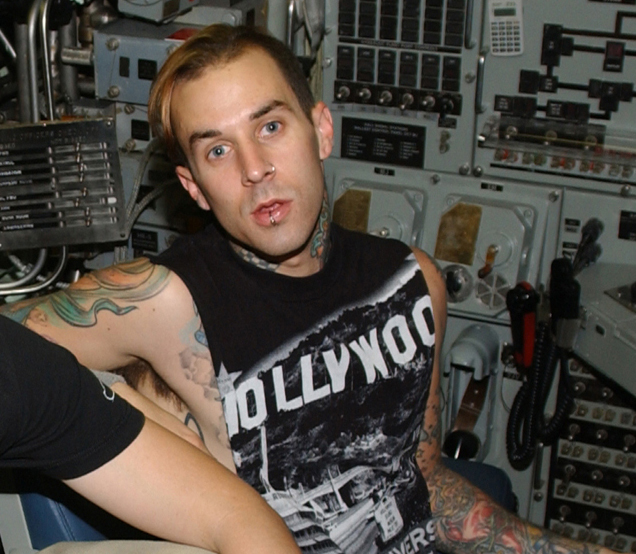
Travis Barker, batterista della band pop-punk Blink-182, compare nel video di The Best Damn Thing.

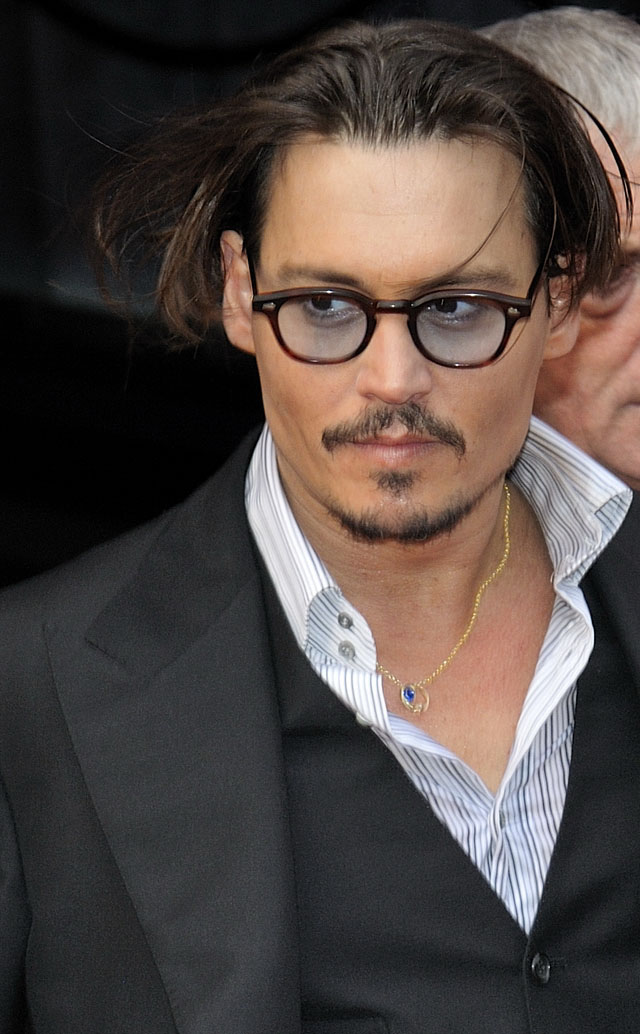
Johnny Depp compare nel video di Alice nel ruolo di Cappellaio Matto.

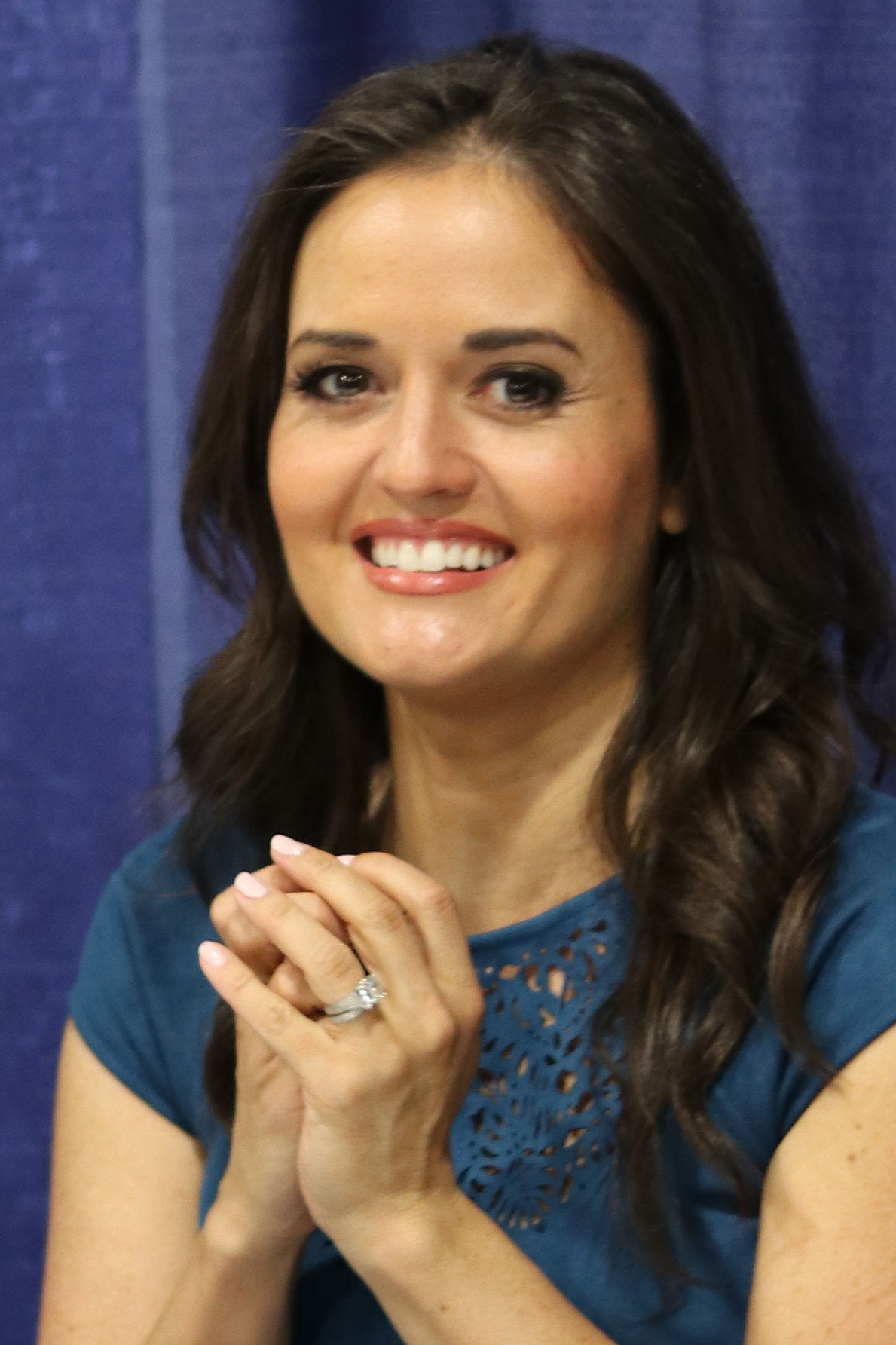
Danica McKellar compare nel video di Rock N Roll.

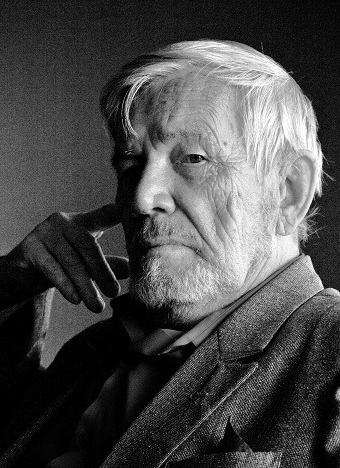
Herman Sinitzyn compare nel video di Let Me Go.

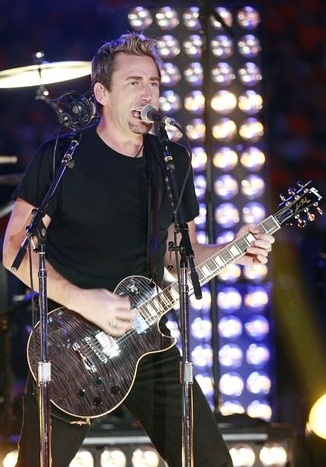
Chad Kroeger collabora con Avril Lavigne nel singolo Let Me Go, e compare nel video del brano.

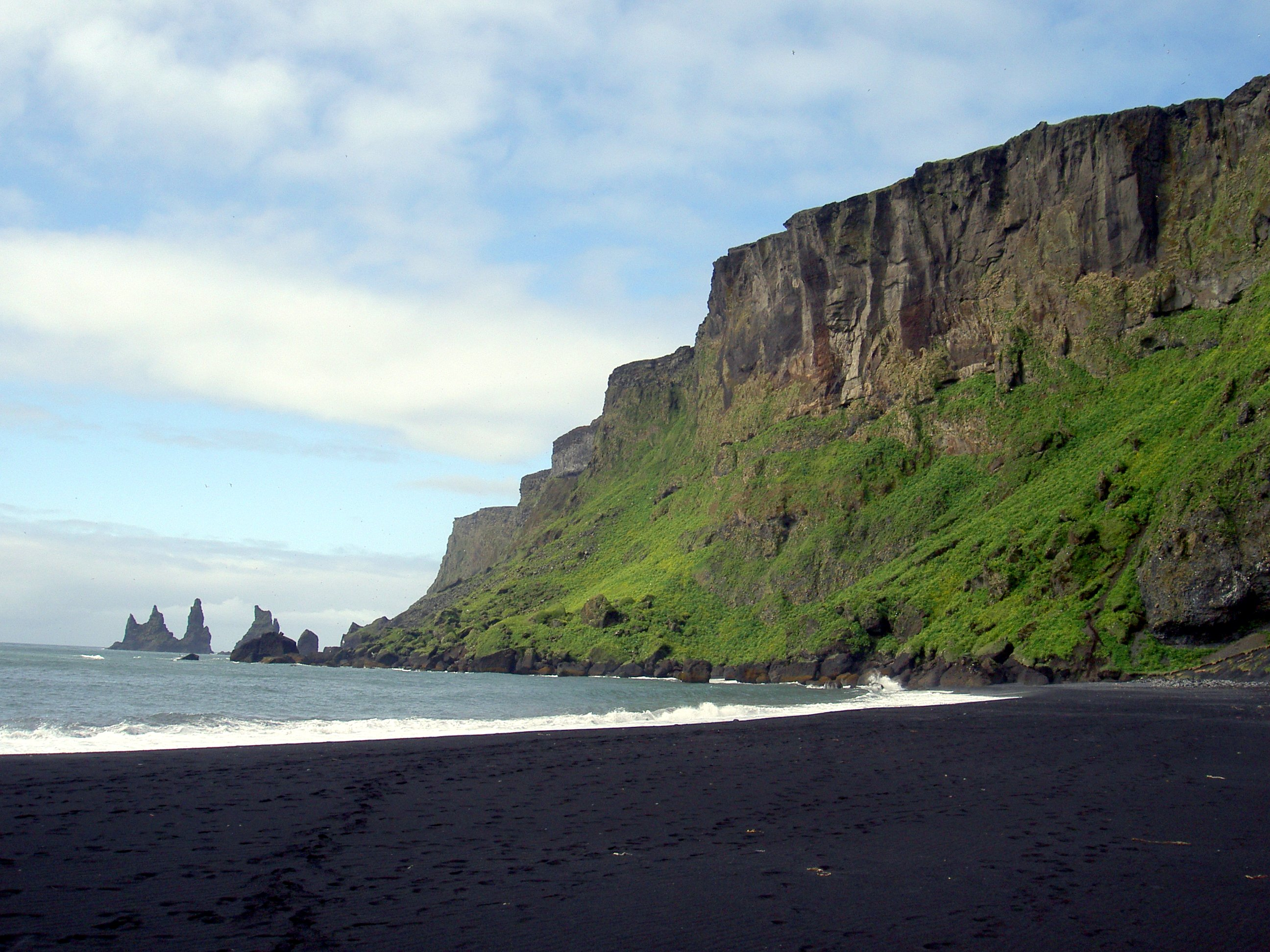
A Vík í Mýrdal, in Islanda, è stato girato il video musicale di Head Above Water.

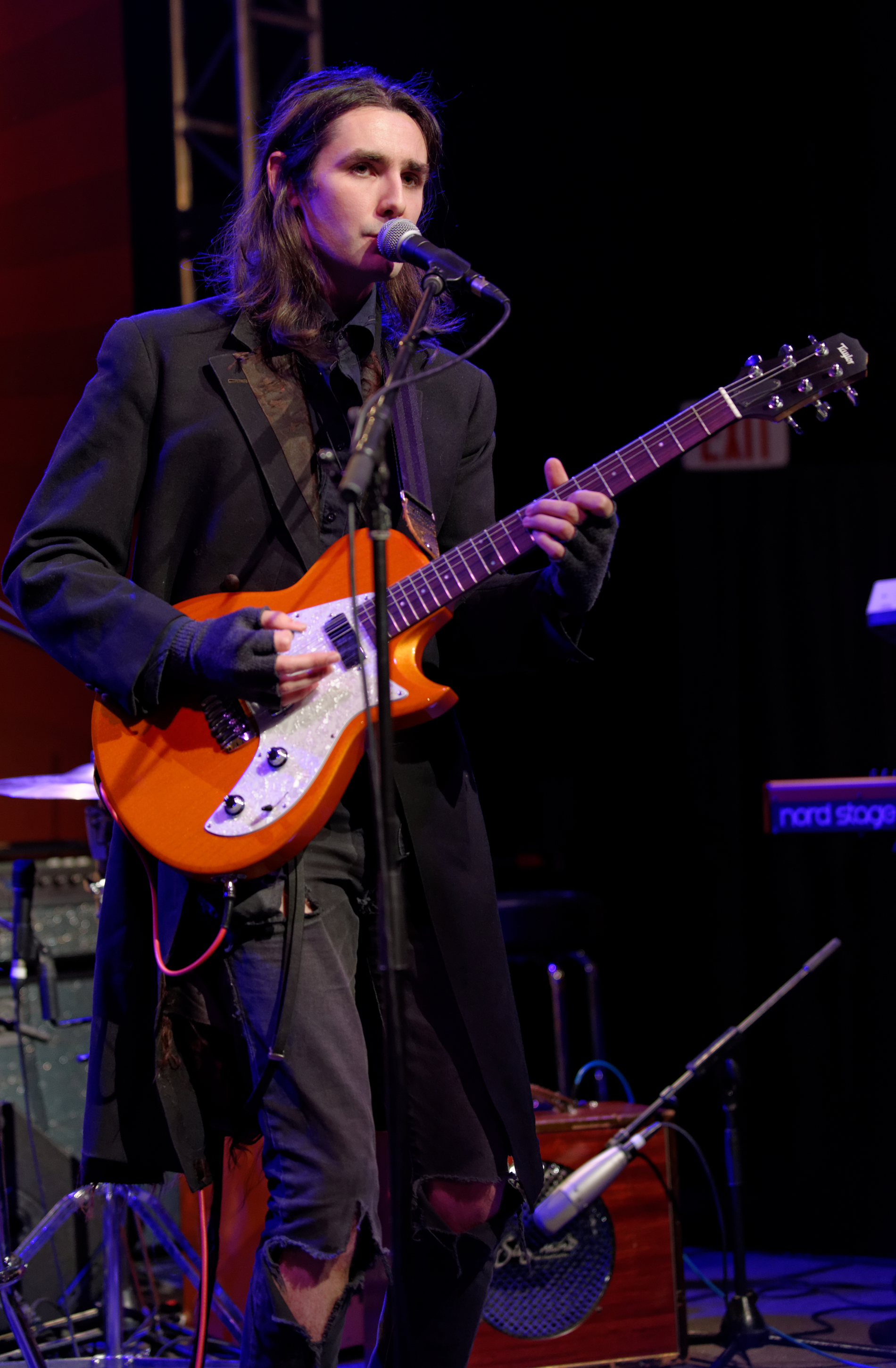
Zane Carney interpreta il ruolo del diavolo nel video di I Fell in Love with the Devil.

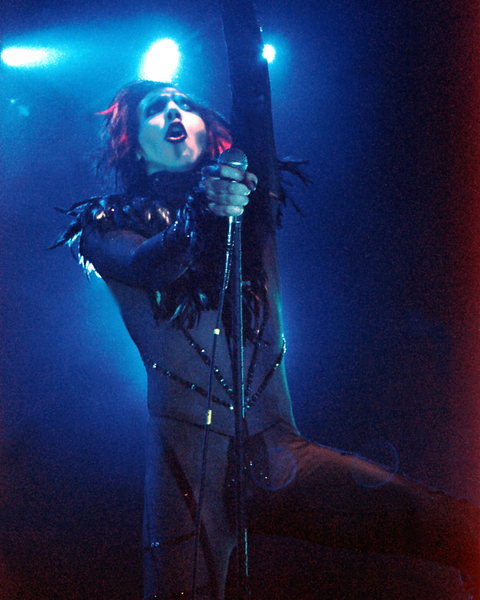
Marilyn Manson collabora nel brano Bad Girl.

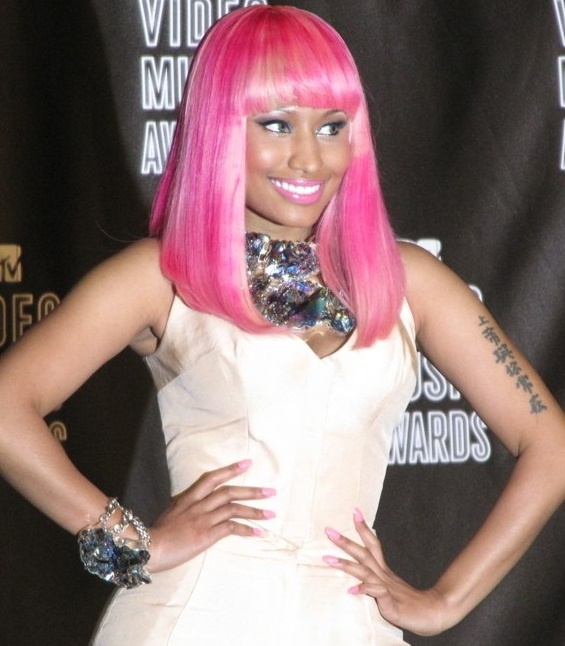
Nicki Minaj collabora nel singolo Dumb Blonde, il cui video ufficiale non è mai uscito.

La videografia di Avril Lavigne comprende una serie di video musicali pubblicati sul canale Vevo dell'artista, alcuni video non ufficiali, e tre album dal vivo.

## Video musicali

### Video ufficiali pubblicati su Vevo
| Anno | Titolo                        | Regista             | Album               |
| ---- | ----------------------------- | ------------------- | ------------------- |
| 2002 | Complicated                   | The Malloys         | Let Go              |
| 2002 | Sk8er Boi                     | Francis Lawrence    | Let Go              |
| 2002 | I'm with You                  | David LaChapelle    | Let Go              |
| 2003 | Losing Grip                   | Liz Friedlander     | Let Go              |
| 2004 | Don't Tell Me                 | Liz Friedlander     | Under My Skin       |
| 2004 | My Happy Ending               | Meiert Avis         | Under My Skin       |
| 2004 | Nobody's Home                 | Diane Martel        | Under My Skin       |
| 2005 | He Wasn't                     | The Malloys         | Under My Skin       |
| 2007 | Girlfriend                    | The Malloys         | The Best Damn Thing |
| 2007 | When You're Gone              | Marc Klasfeld       | The Best Damn Thing |
| 2007 | Girlfriend (remix)            | R. Malcolm Jones    | The Best Damn Thing |
| 2007 | Hot                           | Matthew Rolston     | The Best Damn Thing |
| 2008 | The Best Damn Thing           | Wayne Isham         | The Best Damn Thing |
| 2010 | Alice                         | Dave Meyers         | Goodbye Lullaby     |
| 2011 | What the Hell                 | Marcus Raboy        | Goodbye Lullaby     |
| 2011 | Smile                         | Shane Drake         | Goodbye Lullaby     |
| 2011 | Wish You Were Here            | Dave Meyers         | Goodbye Lullaby     |
| 2013 | Here's To Never Growing Up    | Robert Hales        | Avril Lavigne       |
| 2013 | Rock n Roll                   | Chris Marrs Piliero | Avril Lavigne       |
| 2013 | Let Me Go (con Chad Kroeger)  | Christopher Sims    | Avril Lavigne       |
| 2014 | Hello Kitty                   | Hisashi Kikuchi     | Avril Lavigne       |
| 2015 | Give You What You Like        | Lee Friedlander     | Avril Lavigne       |
| 2015 | Fly                           | Robb Dipple         | N.D.                |
| 2018 | Head Above Water              | Elliott Lester      | Head Above Water    |
| 2018 | Tell Me It's Over             | Erica Silverman     | Head Above Water    |
| 2019 | I Fell in Love with the Devil | Elliott Lester      | Head Above Water    |
| 2020 | We Are Warriors               | Tom Law             | Head Above Water    |
| 2021 | Bite Me                       | Hannah Lux Davis    | Love Sux            |
| 2022 | Love It When You Hate Me      | Audrey Ellis Fox    | Love Sux            |
| 2022 | Bois Lie                      | Nathan James        | Love Sux            |
| 2022 | I'm a Mess                    | Patrick Tracy       | Love Sux            |

### Video non ufficiali o non realizzati
| Anno | Titolo          | Regista          | Album               | Motivo |
| ---- | --------------- | ---------------- | ------------------- | --- |
| 2003 | Mobile          | Sconosciuto      | Let Go              | Il 5 gennaio 2011 esce in rete un video registrato per la canzone, filmato nel dicembre 2002. Nonostante il video non sia ufficiale, avrebbe dovuto essere diffuso nel 2003 nel periodo dell'uscita del singolo estratto per Australia, Nuova Zelanda e Sud Africa. |
| 2005 | Fall To Pieces  | N/A              | Under My Skin       | La canzone "Fall To Pieces" è stata estratta come quinto e ultimo singolo dall'album Under My Skin esclusivamente per il mercato americano; era previsto che fosse girato un video musicale, ma alla fine non è mai stato girato per ragioni sconosciute. |
| 2006 | Keep Holding On | Stefen Fangmeier | The Best Damn Thing | Per il singolo non è stato girato un video ufficiale, nonostante la canzone, colonna sonora del film "Eragon", ebbe un buon successo in America. Gli unici video disponibili, trasmessi nel 2006 solamente negli Stati Uniti, includono scene del film. |
| 2008 | Innocence       | Fans italiani    | The Best Damn Thing | Per il brano non è stato girato un video ufficiale, ma la trasmissione di MTV TRL ha selezionato dei fan della cantante per la sua realizzazione; il video è stato trasmesso in anteprima durante la puntata del 20 marzo 2008 del programma. |
| 2009 | Black Star      | Billie Woodruff  | Goodbye Lullaby     | Canzone utilizzata nello spot pubblicitario per promuovere il profumo omonimo di Avril Lavigne, uscito nel luglio 2009. |
| 2012 | Goodbye         | Mark Liddell     | Goodbye Lullaby     | Il video è stato pubblicato il 1º marzo 2012 da Avril Lavigne per ringraziare i fans, e sancisce la fine del The Black Star Tour. Inoltre, nell'introduzione, Avril invita i fan a fare una donazione alla The Avril Lavigne Foundation. |
| 2014 | Bad Girl        | Sconosciuto      | Avril Lavigne       | Durante il periodo della registrazione del singolo in studio, sono stati fatti brevi video promozionali e varie foto, con tanto di scene dove Avril Lavigne e Marilyn Manson cantano il singolo. Ne è nato così un video promozionale proiettato durante il "The Avril Lavigne Tour" nel 2014. |
| 2019 | Dumb Blonde     | Hannah Lux Davis | Head Above Water    | La canzone è stata estratta come singolo promozionale, nonché come singolo ufficiale in Giappone. Avril ha girato un video per il suddetto singolo in collaborazione con la regista Hannah Lux Davis. Non soddisfatta del risultato, la stessa artista ha poi deciso di cancellare il video e il singolo. Il 13 febbraio 2020 tuttavia la cantante ha condiviso il suo desiderio di riprendere in mano il singolo. |

## Album dal vivo
| Anno | Dettagli | Certificazioni                                                                                  |
| ---- | --- | ----------------------------------------------------------------------------------------------- |
| 2003 | My World - Pubblicato: 31 ottobre 2003 - Etichetta: Arista Records - Formato: CD/DVD                         | - Australia: Platino - Brasile: Platino - Canada: 7× Platino - Giappone: Oro - Regno Unito: Oro |
| 2005 | Bonez Tour 2005 Live at Budokan - Pubblicato: 7 dicembre 2005 - Etichetta: Arista Records - Formato: DVD     | - Giappone: Oro                                                                                 |
| 2008 | The Best Damn Tour - Live in Toronto - Pubblicato: 19 settembre 2008 - Etichetta: RCA Records - Formato: DVD | - Canada: Oro                                                                                   |

## Filmografia
| Anno | Titolo                                        | Ruolo         | Regista                    | Note                                                               |
| ---- | --------------------------------------------- | ------------- | -------------------------- | ------------------------------------------------------------------ |
| 2004 | Vado, vedo... vengo! - Un viaggio tutto curve | Se stessa     | Mark Griffiths             | Cameo; l'artista esegue il brano Losing Grip in una scena del film |
| 2006 | Fast Food Nation                              | Alice         | Richard Linklater          | Debutto cinematografico della cantante                             |
| 2006 | La gang del bosco                             | Heather       | Tim Johnson                | Film d'animazione; doppiaggio originale                            |
| 2007 | Identikit di un delitto                       | Beatrice Bell | Andrew Lau                 | Ruolo di supporto                                                  |
| 2012 | Katy Perry: Part of Me                        | Se stessa     | Dan Cutforth, Jane Lipsitz | Documentario sulla vita della cantante Katy Perry                  |
| 2018 | C'era una volta il Principe Azzurro           | Biancaneve    | Ross Venokur               | Film d'animazione, doppiaggio originale                            |